# 九族文化村
九族文化村（きゅうぞくぶんかむら、英語: Formosan Aboriginal Culture Village）は、台湾南投県魚池郷にあるテーマパークで、通称「九族」と呼ばれている。 園内には台湾の原住民の文化的特色が展示されているのが最大の特徴で、日本統治時代に用いられた伝統的な九民族分類法を継承し、園の設立時に中華民国政府が特定した台湾の台湾原住民9族（アミ族・パイワン族・タイヤル族・ブヌン族 ・プユマ族・ルカイ族・ツォウ族・サイシャット族・タオ族）にちなんで命名された。

## 沿革
- 「九族文化村」設立のため、福建工業股份有限公司の創業者である張栄義が出資し、「台湾原住民」をテーマとした遊園地の建設に着手。
- 1983年に建設が開始された。
- 1986年7月27日、正式にオープンした。
- 1992年、九族文化村は世界広場（後にアラジン広場と改称、台湾初の大規模屋内遊園地）を建設し、ハッピーワールドを設立、屋内遊園地部門の営業を開始した。
- 1995年、「金鉱山アドベンチャー」がオープン。
- 1998年、台湾初の吊り下げ式ジェットコースター「マヤの冒険」をオープン。
- 2000年、高さ85メートルの台湾で最も高いフリーフォール施設「UFO 体験」がオープン。
- 2000年、九族広場が拡張され、アミ族とタオ族が移転し、園内で初めて村の移動調整が完了しました。
- 2001年、交通部観光局日月潭国家風景区管理処と日月潭観光開発協会の協力により、「九族桜祭り」が初めて開催された。
- 2001年、九族ケーブルカーが開通。
- 2005年、九族桜祭りは開幕時間を延長し、初めて夜桜見物を導入。「台湾初の夜桜見物」として表彰された。
- 2008年には「カリビアン・アドベンチャー」がオープンした。
- 2009年末、九族文化村は九族文化村関山センターから救国団日月潭青年活動センターまで、二つの景勝地を結ぶ「日月潭ロープウェイ」を完成させた。これは民間主導のBOT方式で運営された台湾初の公共ロープウェイである。
- 2014年、九族文化館が拡張・リニューアルオープンし、行政院環境保護署から「環境教育施設敷地」の認定を受け、台湾で初めて文化保護分野の認定を受けたテーマパークとなった。
- 2014年にはミシュラン・グリーンガイドの2つ星推奨アトラクションに選ばれた。
- 2015年、九族文化村は日本さくらの会から「日本さくら名所100選」として認定され、日本で唯一の海外認定の栄誉を得た。
- 2018年末、「スペイン海岸」がオープンし、大渦潮、水上軍艦、飛行艇、ロイヤルトレインなどの施設が揃い、「カリビアン・アドベンチャー」が「無敵艦隊」と改名後、「スペイン海岸」に統合された。

## 参照項目
- 日月潭国家風景区
- 雲南民族村